# Listopad 2014
1. listopadu – sobota 
 Desetitisíce lidí protestovaly napříč Irskou republikou proti vládnímu plánu zavést dodatečné poplatky za dodávky vody. Jde o jedno z úsporných opatření, které Irsku doporučil Mezinárodní měnový fond během světové finanční krize 2008.
 Čínský program výzkumu Měsíce: Čínská sonda Čchang-e 5-T1 se po obletu Měsíce úspěšně vrátila na Zemi.
 Agentura pro vnější ochranu hranic EU (Frontex) převzala od italského námořnictva dozor nad operacemi proti ilegální imigraci ve Středozemním moři. Během tohoto roku utonulo ve vodách Středozemního moře 3 000 lidí.
 Kurdské posily z řad irácké pešmergy dorazily do severosyrského města Kobani obleženého silami Islámského státu.
 Armáda Burkiny Faso podpořila podplukovníka Isaaca Zidu jako dočasného představitele státu. Dosavadní prezident Blaise Compaoré rezignoval na svou funkci po násilných nepokojích, namířených proti prodloužení jeho mandátu, a uprchl do sousedního Pobřeží slonoviny.
2. listopadu – neděle 
 Více než 50 lidí zabil a přes 100 zranil útok sebevražedného atentátníka na dav lidí v pákistánském Láhauru. K útoku se přihlásila skupina Džundulláh a také pákistánský Taliban.
 Česko vyslalo prostřednictvím organizace Save the Children International humanitární pomoc a ochranné pomůcky do ebolou postižené Libérie.
 V prvním kole rumunských prezidentských voleb zvítězil stávající premiér Victor Ponta.
 Válka na východní Ukrajině: V Doněcké a Luhanské lidové republice proběhly bez násilných incidentů všeobecné volby. Rusko dopředu deklarovalo, že výsledky voleb uzná. Naopak ukrajinská vláda volby považuje za „frašku.“
3. listopadu – pondělí 
 Irácká vláda oznámila, že nalezla 322 těl příslušníků sunnitského kmene Albu Nimr zavražděných bojovníky Islámského státu v provincii Anbár.
 Nejvyšší budova na západní polokouli newyorský mrakodrap One World Trade Center byl otevřen pro obchodní účely, třináct let po ničivém útoku.
 Německá kancléřka Angela Merkelová ostře odsoudila britské snahy regulovat svobodný pohyb osob v rámci evropského pracovního trhu.
 Vláda České republiky schválila nasazení armády k ostraze vybuchlého muničního skladu ve Vrběticích na Zlínsku.
 Nejméně 24 lidí se utopilo, poté co se přetížená loď převážející 40 migrantů potopila severně od tureckém průlivu Bospor.
4. listopadu – úterý 
 Mexická drogová válka: Mexická federální policie zdržela v Mexico City starostu města Iguala a jeho ženu hledané v souvislosti se zářijovým zmizením 43 studentů pedagogiky. Během exhumací masových hrobů ve státě Guerrero nebyly ostatky studentů dosud nalezeny.
 Epidemie eboly v západní Africe: Humanitární organizace oznámily, že tisíce lidí v Sierra Leone přerušily ebolovou karanténu z důvodu nedostatečných dodávek jídla v odlehlých oblastech země.
 Ve 36 amerických státech proběhly volby guvernérů, třetiny senátu a celé Sněmovny reprezentantů Spojených států.
5. listopadu – středa 
 Občanská válka v Libyi: Síly odpadlického generála Chalífy Haftara pokračují v ofenzivě proti islamismistickým milicím v Benghází. Situaci v hlavním městě Tripolis kontrolují milice z Misuráty a legitimní parlament uprchl do města Tobrúk na východě země.
 Válka na východní Ukrajině: Dva civilisté byli zabiti při dělostřeleckém ostřelování školy v Doněcku.−
 Třináct lidí zranil a jednoho usmrtil palestinský řidič, který najel do skupiny Židů na tramvajové zastávce v Jeruzalémě a poté byl zastřelen příslušníky bezpečnostních složek. K útoku se přihlásil Hamas. Útok se odehrál po střetech mezi palestinskými demonstranty a izraelskou policii na Chrámové hoře, při níž byl zraněn jeden člověk.−
 Technici Jaderné elektrárny Dukovany zahájili neplánovanou odstávku reaktorů třetího a čtvrtého bloku z důvodu netěsnosti potrubí terciárního chladicího okruhu poblíž větracích šachet. Jde o první takovouto závadu během bezmála třicetiletého provozu elektrárny.−
 Republikánská strana Spojených států získala v proběhlých volbách většinu křesel v Senátu a posílila své pozice ve Sněmovně reprezentantů.
6. listopadu – čtvrtek 
 Bubeník australské hard rockové skupiny AC/DC Phil Rudd byl obviněn z přípravy vražd a držení nelegálních drog. 
  Mezinárodní trestní soud v Haagu odložil případ útoku izraelského námořnictva na tureckou civilní loď Mavi Marmara směřující v květnu 2010 do blokovaného Pásma Gazy. Podle vyjádření soudu nejde o dostatečně závažný válečný zločin.
 Epidemie eboly v západní Africe: Nizozemské námořnictvo vyslalo do ebolou zkoušené západní Afriky zásobovací loď Zr. Ms. Karel Doorman převážející polní nemocnici, ochranné pomůcky a humanitární pomoc z Nizozemska a dalších zemí Evropské unie včetně Česka.−
 Police ve Fort Lauderdale na Floridě zatkla 90letého muže za poskytování jídla lidem bez domova. Veteránovi druhé světové války tak hrozí šedesátidenní pobyt ve vězení.
7. listopadu – pátek 
 Prezident České republiky Miloš Zeman podal k Ústavnímu soudu návrh na zrušení zákona o státní službě.
 Válka v Donbasu: Povstalci z Doněcké lidové republiky tvrdí, že ukrajinská armáda zahájila frontální na jejich pozice. Ta potvrdila masivní dělostřelecký útok na pozice povstalců v Doněcku.
 Sto tisíc lidí protestovalo v belgickém Bruselu proti politice rozpočtových škrtů navrhovaných koaliční vládou premiéra Charlese Michela.
8. listopadu – sobota 
 Organizace spojených národů uvalila sankce na bývalého jemenského prezidenta Alího Abdalláha Sáliha a dva vůdce jemenských ší'itských milic.
 Vojenská intervence proti Islámskému státu: Americký prezident Barack Obama autorizoval zdvojnásobení počtu vojenských poradců v Iráku.
 Mexická drogová válka: Podezřelí členové gangu se přiznali k vraždě a spálení těl 43 studentů učitelství unesených 26. září místní policii v městě Iguala ve státě Guerrero. Rodiny studentů nevěří tvrzením mexickým úřadům a požadují nezávislé forenzní vyšetření ostatků.
9. listopadu – neděle 
 Izraelští Arabové vyhlásili generální stávku poté co izraelská policie v Káni Galilejské zastřelila dvaadvacetiletého arabského mladíka.
 Demonstranti zapálili dveře sídla mexického prezidenta Enrique Peña Nieta v México City na protest proti neschopnosti vlády zastavit prorůstání organizovaného zločinu do státní správy.
 Navzdory rozhodnutí španělského ústavního soudu začalo v Katalánsku nezávazné referendum o nezávislosti země.
10. listopadu – pondělí 
 Jedenáct zraněných si vyžádala exploze bomby v charkovském baru. Prokurátora incident vyšetřuje jako teroristický útok.
 Albánský premiér Edi Rama navštívil srbskou metropoli Bělehrad a setkal se se svým protějškem Aleksandarem Vučićem. Jeho výzva k uznání samostatnosti Kosova Srbskem byla označena za provokaci. Šlo o první setkání představitelů těchto zemí po 68 letech.
 Španělská policie zadržela v přístavu Las Palmas na ostrově Gran Canaria loď plující pod českou vlajkou převážející 599 kilogramů kokainu. Čtyři čeští občané byli zatčeni.
11. listopadu – úterý 
 Ruský ústavní soud zakázal státním orgánům tajit před rodinnými příslušníky okolnosti smrti jejich blízkých.
 Osm žen zemřelo a další jsou v kritickém stavu poté, co se podrobily hromadné sterilizaci v táboře vytvořeném vládou indického státu Čhattísgarh.
 Kapitán jihokorejského potopeného trajektu MV Sewol byl odsouzen k 36 letům odnětí svobody. Při potopení trajektu Sewol zahynulo 304 pasažérů.
12. listopadu – středa 
 Přistávací pouzdro Philae vesmírné sondy Rosetta úspěšně přistálo na povrchu komety 67P/Churyumov-Gerasimenko.
 Ministr zahraničních věcí České republiky Lubomír Zaorálek nabídl svému libanonskému protějšku vojenskou spolupráci. Libanon se potýká s humanitárními a bezpečnostními důsledky občanské války v sousední Sýrii.−
 Válka na východní Ukrajině: Severoatlantická aliance oznámila, že Ruská armáda vstoupila na území Ukrajiny.−
 Ázerbájdžánská armáda střelila arménský bitevní vrtulník Mi-24. Sestřelení potvrdila také arménská strana.
 Japonský muž zemřel na následky protestního sebeupálení, kterým demonstroval odpor k posunům ve výkladu japonské pacifistické ústavy prosazovanými současnou vládou premiéra Šinza Abeho.
 Izraelsko-palestinský konflikt: Izraelští osadníci jsou obvinováni ze zapálení mešity poblíž palestinského Ramalláhu. Ke žhářskému útoku došlo též v severoizraelském městě Šfar'am, zde byla cílem synagoga.
 Ministr dopravy České republiky Antonín Prachař z hnutí ANO odstoupil ze své funkce.
13. listopadu – čtvrtek 
 Evropský parlament ratifikoval asociační dohodu s Moldavskem.
 V Mexiku pokračují nepokoje po únosu a zavraždění 43 studentů. Jejich spolužáci dnes zapálili budovu parlamentu státu Guerrero.
 Indická policie zadržela lékaře, po jehož hromadném zákroku zemřelo 14 pacientek.
 Epidemie eboly v západní Africe: Organizace Lékaři bez hranic zahájí v Guineji a Libérii klinické testování experimentálních léků proti ebole. Podle údajů WHO podlehlo nemoci již 5 160 lidí a 14 098 bylo nakaženo.−
 Německá a česká policie rozbily mezinárodní gang výrobců pervitinu a zatkly 15 jeho členů v Lipsku a Praze. Zajistili 2,9 tuny látek k výrobě drogy za zhruba 5 milionů korun.
14. listopadu – pátek 
 Silný důlní otřes zasáhl důl ČSA na Karvinsku a usmrtil tři horníky a devět zranil.
 Epidemie eboly v západní Africe: Liberijská prezidentka Ellen Johnsonová-Sirleafová neprodlouží výjimečný stav, vyhlášený kvůli epidemii krvácivé horečky ebola v srpnu tohoto roku.−
 Irácké jednotky vytlačily ozbrojence Islámského státu z města Bajdží v provincii Saladdín. Boje o největší iráckou ropnou rafinerii však nadále pokračují.
15. listopadu – sobota 
 Vláda Konžské demokratické republiky oznámila, že epidemie krvácivé horečky Ebola v zemi skončila, poté co si vyžádala 49 životů.
 Přistávací pouzdro Philae vesmírné sondy Rosetta, které tento týden úspěšně přistálo na povrchu komety 67P/Churyumov-Gerasimenko, se z důvodu nedostatku energie odmlčelo. Sonda přistála poblíž útesu, který zastiňuje její solární panely.
 V australském Brisbane byl zahájen sumit států skupiny G20.
16. listopadu – neděle 
 Prezidenti zemí Visegrádské skupiny u přežitosti návštěvy ukrajinského prezidenta Petra Porošenka v Bratislavě odsoudili ruskou anexi Krymu.
 Na východní Ukrajině začal odvoz trosek civilního letu MH17 společnosti Malaysia Airlines sestřeleného za dosud nevyjasněných okolnosti v červnu tohoto roku.
 Prezident České republiky Miloš Zeman vyzval česká media, aby zveřejnila ukázky pornografického videa Naděždy Tolokonnikovové.
 V Rumunsku proběhly prezidentské volby. Po sečtení většiny hlasů oznámil stávající premiér Victor Ponta volební porážku a pogratuloval k vítězství svému rivalovi Klausi Ioannisovi z Národní liberální strany.
17. listopadu – pondělí 
 Dominik Hašek (na obrázku) vstoupil do Hokejové síně slávy v kanadském Torontu.
 Evropská komise zahájila jednání o preventivních opatřeních poté, co Spojené království, Nizozemsko a Německo vybily tisíce kusů drůbeže kontaminované virem ptačí chřipky.−
 Napětí v Jeruzalémě vzrostlo po nálezu těla oběšeného palestinského řidiče autobusu. Izraelská policie oznámila, že šlo o sebevraždu. Palestinci jejím nálezům nevěří.
 Německý prezident Joachim Gauck byl zasažen vajíčkem během oslav 25. výročí sametové revoluce, provázených protesty proti osobě prezidenta České republiky Miloše Zemana. Protestů se zúčastnily tisíce lidí. 
 Pohraničí Švýcarska a severní Itálii zasáhly rozsáhlé povodně a sesuvy půdy, které si vyžádaly 15 obětí. Do oblasti se blíží další srážky.
18. listopadu – úterý 
 Analýza dat zaslaných modulem Philae odhalila, že sonda detekovala organické molekuly na povrchu komety 67P/Churyumov-Gerasimenko.−
 Italská policie zadržela 40 členů zločinecké organizace 'Ndrangheta a zveřejnila videozáznamy z jejích iniciačních rituálů.
 Japonský premiér Šinzó Abe ohlásil své rozhodnutí rozpustit dolní komoru parlamentu a vypsat předčasné volby.
 Izraelsko-palestinský konflikt: Čtyři lidé byli zabiti a osm zraněno při teroristickém útoku dvou Palestinců z organizace Lidová fronta pro osvobození Palestiny na jeruzalémskou synagogu. Oba teroristé byli zastřeleni při následném zásahu policie.
 Guvernér státu Missouri aktivoval národní gardu v obavě před reakcí veřejnosti na rozsudek v kauze zastřelení neozbrojeného afroamerického teenagera Michaela Browna místní policií.
19. listopadu – středa 
 Indická policie provedla zátah v ášramu kontroverzního guru Rampaly ve státě Harijána. Guru je obviněný z podílu na vraždě z roku 2006.
 V budově Kongresu Spojených států amerických byla odhalena busta posledního československého prezidenta Václava Havla. Jde o čtvrtou bustu Evropana po Winstonu Churchillovi, Lajosu Kossuthovi a Raoulu Wallenbergevi.−
 Americký senát zamítl plán na stavbu ropovodu Keystone XL pro přepravu surové ropy z kanadské provincie Alberta k rafineriím na texaském pobřeží Mexického zálivu.
20. listopadu – čtvrtek 
 Premiér České republiky Bohuslav Sobotka spolu s texaským guvernérem Rickem Perrym slavnostně zahájil výstavbu nové sokolovny ve městě West. Město s početnou čechoamerickou komunitou bylo v minulém roce zasaženo ničivým výbuchem továrny na hnojiva.
 Barmská armáda zabila více než 20 příslušníků Kačjinské osvobozenecké armády při překvapivém dělostřeleckém útoku na její školící středisko v Kačjinském státě. Incident může narušit probíhající mírová jednání. Kačjinská nezávislá armáda bojuje proti centrální vládě od roku 1961.
 Válka na východní Ukrajině: Přibližně 1 000 lidí zemřelo podle OSN v Donbasu od vyhlášení „příměří“ 5. září tohoto roku. Celkový počet obětí konfliktu tak dosáhl 4 317 obětí. Počet vnitřně vysídlených osob dosál 467 000 osob.
 Soud v kauze zneužití Vojenské zpravodajství státní úřednicí Janou Nečasovou byl odročen.
21. listopadu – pátek 
 Pyrotechnici objevili ostatky strážců muničního skladu ve Vrběticích na Zlínsku pohřešovaných od výbuchu 16. října.
 Slovensko přijalo další dva vězně propuštěné z americké základny Guantánamo na Kubě.
 Prezident USA Barack Obama oznámil sérii opatření, která poskytne 5 milionům ilegálních imigrantů ochranu před deportací.
 Desítky tisíc lidí se shromáždily k demonstraci během výročí Mexické revoluce v Ciudad de México. Protestovaly proti zkorumpovanosti prezidentské rodiny a neschopnosti vlády zakročit proti násilí drogových kartelů reprezentovaným nedávným masakrem 43 studentů ve městě Iguala.
22. listopadu – sobota 
 Portugalská policie zatkla bývalého premiéra Josého Sócratese.
 Madagaskarské blechy projevují vysokou rezistenci na insekticid, deltamethrin, což vyvolává obavy před šířením moru v hlavním městě Antananarivo. Od srpna podlehlo nemoci již 40 lidí.
 Ozbrojenci z hnutí Aš-Šabáb unesli autobus směřující do Nairobi a zabili 28 pasažérů, kteří nebyli muslimského vyznání.
23. listopadu – neděle 
 Na Kapverdách vybuchl po 19 letech stratovulkán Pico do Fogo.
 Vláda Benjamina Netanjahua předložila Knesetu kontroverzní návrhy zákona uzákoňující Izrael jako židovský stát.
 Trosky letounu Boeing 777, sestřeleného během konfliktu nad Donbasem, byly odeslány do Nizozemska.
 Izraelsko-palestinský konflikt: Izraelské obranné síly zastřelily palestinského civilistu poblíž hranice mezi Izraelem a Pásmem Gazy u města Džabalíja.
 Český prezident Miloš Zeman s početnou delegací odcestoval na pětidenní oficiální návštěvu Kazachstánu a Tádžikistánu.
24. listopadu – pondělí 
 Ústecké krajské vedení ČSSD odmítlo rozpustit sociálnědemokratickou buňku v Duchcově kvůli koalici, kterou uzavřela s DSSS.
 Ukrajinský prezident Petro Porošenko a litevská prezidentka Dalia Grybauskaiteová podepsali dohodu o vzájemné vojenské spolupráci obou zemí.
 Prezident Tanzanie Jakaya Kikwete oznámil, že nebude vyhánět Masaje z jejich tradiční země kvůli lovecké rezervaci zakoupené dubajskou královskou rodinou.−
 Šestistranné rozhovory o íránském jaderném programu prozatím nevedly k dohodě. V jednáních se bude pokračovat.
 Ministr obrany Spojených států amerických republikán Chuck Hagel rezignoval na svou funkci.
 První italská kosmonautka Samantha Cristoforettiová přivezla na Mezinárodní vesmírnou stanici speciální kávovar fungující v beztížném stavu.
25. listopadu – úterý 
 Ve věku 70 let zemřel hudební skladatel, zpěvák a dirigent Petr Hapka.
 Francouzský prezident François Hollande pozastavil předání vrtulníkových výsadkových lodí třídy Mistral do Ruska.
 Papež František přednesl projev v Evropském parlamentu.
 Soudní úředníci zahájili odstraňování protestních barikád v pevninské části Hongkongu.
 Velká porota zamítla obvinění proti bělošskému policistovi, který v srpnu zastřelil neozbrojeného černošského mladíka ve městě Ferguson ve státě Missouri. Rozhodnutí vyvolalo masivní nepokoje provázené žhářstvím.
26. listopadu – středa 
 Primátorkou hlavního města Prahy byla zvolena kandidátka ANO Adriana Krnáčová.
 Syrská občanská válka: Syrské letectvo zabilo 95 lidí při náletu na město Rakka obsazené silami Islámského státu.
 Konžský lékař Denis Mukwege převzal v Evropském parlamentu Sacharovovu cenu.
 Hongkongská policie zatkla 116 demonstrantů v Kowloonu v pevninské části Hongkongu. Zadrženi byli také dva organizátoři demonstrací.
 Český premiér Bohuslav Sobotka dnes zakončil státní návštěvu Izraele.
27. listopadu – čtvrtek 
 Organizace zemí vyvážejících ropu se navzdory prudkému poklesu ceny ropy dohodla, že nebude omezovat její těžbu.
 Junckerova komise získala důvěru většiny poslanců Evropského parlamentu. Hlasování vyvolala kauza Jeana-Claudea Junckera z období jeho vlády v Lucembursku.
 Parlament Ukrajiny vzešlý z předčasných parlamentních voleb vyslovil důvěru stávajícímu premiérovi Arsenijovi Jaceňukovi.
 Řecké odbory vyhlásily 24hodinovou generální stávku na protest proti úsporným opřením uložených zemi Mezinárodním měnovým fondem v průběhu dluhové krize v roce 2010.
 Tři zdravotnice poskytující očkování a jejich řidič byli zastřeleni v pákistánské Kvétě. Podle WHO dochází v Pákistánu k 85% onemocnění dětskou obrnou na celém světě.
29. listopadu – sobota 
 Vítězi ankety Český slavík 2014 se stali zpěvačka Lucie Bílá a zpěvák Karel Gott, který je s 44 430 body zároveň Absolutním Slavíkem. Skupinou roku je Kabát.
 Bývalý egyptský prezident Husní Mubárak byl zproštěn obvinění z podílu viny na zabití demonstrantů během egyptské revoluce v roce 2011.
30. listopadu – neděle 
 Tisíce lidí protestovaly v Moskvě a dalších městech proti zdravotnickým reformám ruské vlády, které zahrnují propouštění zdravotníků a plány na uzavření některých nemocnic.
 Švýcaři v referendu jednoznačně odmítli další razantní omezení počtu přistěhovalců na čtvrtinu současného stavu. Proti omezení se vyslovilo 74 % hlasujících.
 Po více než měsíci od exploze z 16.10. vyčistili pyrotechnici část areálu muničních skladů ve Vrběticích tak, aby v následujících dnech mohl začít přesun munice z dalších skladů v areálu, kde by jí mělo být zhruba sedm tisíc tun.
 Povstalci z Revolučních ozbrojených sil Kolumbie propustili uneseného generála Rubéna Alzateho a další dva rukojmí. Propuštěním uneseného generála kolumbijská vláda podmiňovala pokračování vyjednávání mírové dohody, která může ukončit nejdelší občanskou válku v Latinské Americe.